# Sacodes protectus
Sacodes protectus is een keversoort uit de familie moerasweekschilden (Scirtidae). De wetenschappelijke naam van de soort werd in 1881 gepubliceerd door Edgar von Harold.